# 兆安地產
兆安地產有限公司，簡稱兆安地產（英語：Siu On Realty Company Limited，港交所除牌時0248.HK），在1972年成立，股份在1973年1月12日，於香港交易所主板上市。
當時主要業務在香港經營房地產，在1986年11月3日，更名當時聯合海外投資有限公司，或者現時聯合集團有限公司之前，李明治家族為首財團的，澳大利亞輝煌集團有限公司進行收購所有公司股權，開始拓展金融、工業等行業。

## 連結
- AlliedGroup.com.hk（页面存档备份，存于）
- 兆安集團網址（页面存档备份，存于）